# Kedungpanji
Kedungpanji is een bestuurslaag in het regentschap Magetan van de provincie Oost-Java, Indonesië. Kedungpanji telt 5828 inwoners (volkstelling 2010).